# Le Petit Prince (opéra)
Pour les articles homonymes, voir Petit Prince (homonymie).
Le Petit Prince est un opéra du compositeur français Michaël Levinas, créé en 2014 à Lausanne. Le livret est adapté par le compositeur depuis le roman homonyme d'Antoine de Saint-Exupéry de 1943.

## Historique
Le Petit Prince est une commande de l'Opéra de Lausanne et de l'Opéra de Lille. Le choix se porte sur l'ouvrage de l'aviateur-écrivain car il n'existe pas d'opéra français adapté de cette œuvre l'année alors et 2014 correspond aux soixante-dix années de sa mort. Michaël Levinas est approché par le directeur de l'Opéra de Lausanne en 2012 pour composer la partition et l'adaptation du récit, et écrit son ouvrage durant dix-huit mois.
Le Petit Prince est créé le 5 novembre 2014 à l'Opéra de Lausanne sous la direction du chef d'orchestre néerlandais Arie van Beek avec l'Orchestre de chambre de Genève, mis en scène par Lilo Baur avec des décors et costumes de Julian Crouch et Augustin Muller à la réalisation en informatique musicale. L'ouvrage est par la suite reprise à Lille en création française avec l'Orchestre de Picardie à partir du 3 décembre 2014. La production est également réalisée avec le Grand Théâtre de Genève et l'Opéra royal de Wallonie, repris en janvier dans ces maisons, ainsi qu'en collaboration avec le Théâtre du Châtelet, qui y est repris à partir de février 2015. Il est représenté une vingtaine de fois dans la seule saison 2014/2015.

## Description
Cinquième opéra de Michaël Levinas, Le Petit Prince est distribué en quatre actes, en langue française et d'une durée d'environ une heure et trente minutes. Reprenant l'histoire du Petit Prince, le livret suit fidèlement le récit originel. L'opéra est augmenté d'un dispositif électronique musical intégrant notamment l'enregistrement d'une voix de narrateur et des montages vidéos, ainsi que des projections de sons dans la salle par haut-parleurs et des outils de modulation du son des instruments. Le personnage du Petit Prince est confié à une voix de soprano. 

### Rôles
| Rôle                                                   | Voix          | Créateur              |
| ------------------------------------------------------ | ------------- | --------------------- |
| Le Petit Prince                                        | soprano       | Jeanne Crousaud       |
| L’Aviateur                                             | ténor         | Vincent Lièvre-Picard |
| La Rose                                                | mezzo-soprano | Catherine Trottmann   |
| Le Renard, Le Serpent                                  | contreténor   | Rodrigo Ferreira      |
| Le Vaniteux/Le Financier/Le Géographe                  | baryton       | Benoît Capt           |
| Le Roi/L’Ivrogne/L’Allumeur de réverbères/L’Aiguilleur | baryton       | Alexandre Diakoff     |
| La Rose multiple                                       | soprano       | Céline Soudain        |

### Orchestration
- Vents : 2 flûtes, 1 hautbois, 2 clarinettes, 1 basson, 1 tubax ;
- cuivres : 2 cors, 2 trompettes, 1 trombone ;
- percussions : tambour de pluie, tambour africain, maracas, xylophone, marimba, timbale, cymbale, charlestone, triangle, crotales, gongs thaïlandais, grosse caisse, éoliphone, steel drum, 1 harpe.

## Enregistrements
- Claves Records, 2015, dir. Arie van Beek, capté en 2015 à Paris.